# 윤태준 (1839년)
윤태준(尹泰駿, 1839년 ~ 1884년 12월 5일)은 조선 후기의 문신, 군인이자 유학자, 작가, 외교관이다. 청나라와 일본에 파견되는 사신의 종사관으로 다녀왔고, 명성황후의 측근으로 활동했다. 본관은 파평(坡平)으로 자는 치명(稚命), 호는 석정(石渟), 시호는 충정(忠貞)이다.
음서로 관직에 올라 세자익위사 세마 등을 역임했고, 1881년부터는 일본에 수신사, 영선사가 파견되자 종사관으로 수행하였다. 1882년 과거에 급제했으며, 그 해 6월 임오군란 당시 왕비 명성황후의 은신처를 제공하였으며, 왕비의 밀사로 고종을 찾아가 청나라의 군사를 동원할 것을 상주하였다. 임오군란 진압 이후에는 군인으로 활동하였다. 1884년 갑신정변 당시 궐문을 지키다가 개화파 이규완의 부하와 장사패 윤경순에게 살해되었다. 서재필의 양 이종숙이었다.

## 생애

### 초기 활동
본관 파평(坡平)으로 본래는 통훈대부(通訓大夫) 행평택현감(行平澤縣監)을 지낸 윤후성(尹厚成)의 아들로 태어났으나 자헌대부(資憲大夫) 예조판서(禮曹判書)를 지낸 윤교성(尹敎成)의 양자로 입양되었다. 자는 치명(稚命)이고 호 석정(石渟)이다. 또한 서재필의 양 이종숙이 된다.
1870년(고종 7년) 사부학당의 유생으로 수학 중 고종이 사부학당에 나가 친히 강경을 제술할 때 그는 제술의 경 분야에서 차석을 받았다. 1873년(고종 10년) 식년과 진사시에 합격하여, 진사가 되었다. 이어 음보(蔭補)로 출사하여 세자익위사세마(世子翊衛司洗馬)가 되었다. 1875년 익위사 좌세마, 1881년 1월 통리기무아문의 주사에 임명되었다. 1881년 2월 수신사(修信使)의 종사관(從事官)으로 일본에 다녀왔고, 이어 같은 해에 69명의 영선사(領選使)가 청나라에 파견될 때 김윤식(金允植) 등과 함께 영선사의 종사관으로 청나라 텐진에 다녀왔다. 그가 텐진에 갈 때 그의 절친한 친구 한장석(韓章錫)은 특별 증별시를 써서 헌정하기도 했다.
이때 텐진과 베이징에서 기계가 도입된 것을 목격하고 돌아와 보고하였다. 훗날 영선사 파견의 결과로 1884년 근대 조선의 병기공장인 기기창(機器廠)이 건립될 때 기기국총판(機器局總辦)에 임명되기도 하였다.

### 과거 급제와 관료 생활
1882년(고종 19) 별시문과에 병과로 급제하여 사어(司禦), 직각(直閣) 등을 지냈고, 그해 6월 임오군란이 일어나자 세자익위사사어로 재직 중 명성황후를 보호하다가 자신의 집으로 은신시켰으며, 명성황후는 경기도 여주(驪州)의 친정 손자뻘 되는 친척의 집에 숨었다가 역시 손항의 먼 친척 민응식의 집이 있는 충청북도 충주에 피란하였다.
임오군란이 일어나 난군 군사들이 민비(閔妃)를 찾아내 죽이려 할 때 홍계훈이 가마에 태워서 데리고 나온 민비를 한성부의 은신처로 피신시켰다가 밤에 자신의 집으로 이동하여 보호한 뒤 여주를 거쳐 충주로 피신하게 했다. 임오군란 당시 왕비의 도피, 피신 중 측근에서 활약하였으며, 민비의 밀사로 비밀리에 입궁하여 고종에게 흥선대원군의 제거를 위해서 청나라에 지원을 요청할 것을 건의하기도 하였다. 그해 9월 금구현령으로 부임했다가 11월 홍문관부교리가 되었다. 이후 특별 천거로 규장각 직각에 천거되었으나 7등으로 낙점되었지만 그해 12월 특별히 규장각 직각(奎章閣直閣)에 임명되었다.
청나라 군사가 출동하고 임오군란이 진압된 뒤 명성황후를 보호한 공로로 왕실의 신임을 얻었으며, 민씨를 중심으로 한 척신 세력과 온건 개화파들이 결합, 관제개혁이 진행되어 통리내무아문(統理內務衙門)이 통리군국사무아문(統理軍國事務衙門)으로 개편될 때 농상사협판(農商司協辦)으로 임명되었다. 동시에 친군영(親軍營)의 감독이 되었다가, 고종이 군제를 개혁할 때 친군영을 개편하여, 친군영 좌영과 우영으로 나뉘어 편제되자 그는 친군영 우영의 감독으로 임명되었다. 1883년 참의군국사무(參議軍國事務), 기기국총판(機器局總辦)을 역임하였다. 편저서로 《형향록(馨香錄)》 등을 남기기도 했다.

### 갑신정변과 최후
1883년 이조참의를 거쳐 종2품으로 가자되고 참판이 되었으며 계속 친군영 우영 감독을 겸임하였다. 그해 군국사무아문 협판(事務衙門協辦)이 되었다.
1884년에 기존 친군영 2영에 전영(前營)·후영이 증설되어 4군영제로 확대되면서 후영사로 임명되었다. 그러나 그해 1월 훈련 중 대오가 어수선해지자 파면당하였다. 그해 3월에 협판교섭통상사무(協辦交涉通商事務)로 복직하였다. 9월 15일 홍문관제학에 임명되었으나 하루만에 협판교섭통상사무, 협판군국사무(協辦軍國事務)로 개차되었다. 후영사(後營使)로 사대당과 온건파를 보호하다가, 1884년 12월 4일 우정국 낙성식을 기하여 갑신정변이 일어나자 독립당(獨立黨)의 장사패 윤경순(尹景純) 등에게 살해되었다.
개화파가 수구파를 초청하여 살해할 때 부빈(部賓)으로 초청되었으나, 그날 밤 숙직인 관계로 참석하지 않았다. 12월 5일 고종 내외가 경우궁으로 이어하였다는 소식을 듣고 경우궁으로 도착하였다. 경우궁 입구에서 개화파의 군사를 이끌던 윤경순의 군사와 교전하였다. 윤경순의 칼에 맞고 이어 이규완의 부하가 윤태준의 머리를 철퇴로 내리쳐 머리가 깨져 죽었다. 매천야록에 의하면 1884년 가을 그가 이종질인 서재필을 초청하여 탕면을 대접하면서 박영효 일파가 작당한다는 소문을 들었느냐고 묻자 거사가 탄로난 것으로 여긴 서재필이 달려가 거사 날짜를 당겨 서두르게 했다 한다.

## 사후
바로 증 의정부좌찬성에 증직되고 충정(忠貞)의 시호가 내려졌다. 뒤에 증 의정부영의정에 추증되었다.

## 저서
- 《형향록(馨香錄)》

## 가족 관계
- 친아버지 : 윤후성(尹厚成)
- 양아버지 : 윤교성(尹敎成)

## 같이 보기
| - 명성황후 - 임오군란 - 갑신정변 - 민영목 - 민태호 - 서재필 - 민응식 - 조영하 - 한규설 - 흥선대원군 | - 김윤식 - 박영효 - 어윤중 - 김온순 - 서재창 - 윤치호 - 홍영식 |